# Вермишев, Юрий Христофорович
Юрий Христофорович Вермишев (29.12.1920 — 28.03.2011) — советский и российский учёный, доктор технических наук, лауреат Государственной премии СССР.

## Биография
Родился 29 декабря 1920 г. в Тифлисе.
Отец — Христофор Аввакумович Вермишев (1863—1933), общественный деятель, издатель, один из руководителей Кадетской партии в Закавказье, министр финансов и продовольствия Армянской республики, в период 11 октября 1904 — 14 сентября 1905 - городской глава Тифлиса.
Мать — Амалия Фридриховна Даммер.
На момент начала Великой Отечественной войны — студент ЛЭТИ.
Участник Великой Отечественной войны.
После войны окончил Военную академию связи им. С. М. Будённого (1948). В 1948 — начальник технической команды, с 1949 начальник центрального радиолокатора наведения (ЦРН) создаваемой системы ПВО Москвы С-25.
С 1955 г. заместитель начальника тематического отдела 4-го ГУ МО СССР.
С 1961 года начальник управления — заместитель начальника института по математическому моделированию.
С 1963 года, оставаясь на военной службе, и до дня смерти работал в КБ-1 (позже — ЦКБ «Алмаз» и АО "Концерн ВКО «Алмаз-Антей») на разных должностях вплоть до Главного конструктора проекта и Главного научного сотрудника. Последняя должность — профессор аспирантуры.
Доктор технических наук (1971, тема диссертации «Параметрический синтез технических систем заданной структуры»), профессор (1978).
Лауреат Государственной премии СССР и премии Правительства РФ, академик Международной академии информатизации.
Скончался в Москве. Похоронен на Щербинском кладбище города Москвы.

## Семья
Жена — Гринчак Галина Ивановна (1923—1987), познакомились на фронте.
- Дочь — Вермишева Людмила Юрьевна (р. 1947)
  - Внук — Гангнус Иван Александрович (р. 1976), океанолог
  - Внук — Гангнус Николай Александрович (р. 1977), музыкант
- Сын — Вермишев Александр Юрьевич (1957—2012)

Жена (с 1988) — Догадина Эльвира Вианоровна (р.1940)